# Sergio Pérez
Pour les articles homonymes, voir Pérez.
Sergio Pérez, né le 26 janvier 1990 à Guadalajara, est un pilote automobile mexicain. Pilote Sauber en 2011 et 2012, il est le premier Mexicain en Formule 1 depuis Héctor Rebaque en 1981. En 2013, il intègre McLaren Racing mais quitte l'écurie en fin de saison pour rejoindre Force India (devenue Racing Point courant 2018). Le 6 décembre 2020, à Sakhir, il remporte sa première victoire, au volant de la Racing Point RP20, pour son 190e départ.
Ayant laissé son volant à Sebastian Vettel, Pérez est engagé par Red Bull Racing pour faire équipe avec Max Verstappen à partir de 2021. Victorieux de la sixième manche, à Bakou, il devient le premier pilote de l'ère hybride (depuis 2014) à gagner avec deux écuries différentes. Après sa troisième victoire, au Grand Prix de Monaco 2022, Red Bull prolonge son contrat jusqu'en 2024 ; lors de cette saison, après le Grand Prix monégasque, Red Bull prolonge son contrat jusqu'en 2026. Toutefois, les difficultés qu'il rencontre lors d'une saison terminée au huitième rang quand son coéquipier est champion du monde pour la quatrième fois et alors que son écurie perd son titre des constructeurs, conduisent à son licenciement en décembre 2024.

## Biographie

### Débuts en sport automobile
Sergio Pérez commence sa carrière en monoplace en 2004, à quatorze ans, dans le championnat Skip Barber National Championship aux États-Unis. Il est soutenu par la compagnie Telmex de Carlos Slim Helú, géant mexicain des télécommunications. Il poursuit en Europe en 2005 en championnat  allemand de Formule BMW où il termine quatorzième en 2005 puis sixième en 2006.
En 2007, il accède au championnat de Grande-Bretagne de Formule 3 avec l'écurie T-Sport et remporte le titre dans la catégorie National class avec quatorze victoires. Longtemps prétendant au titre de champion de Formule 3 britannique en 2008, il termine finalement quatrième derrière le trio des pilotes Carlin Motorsport.
Lors de l'hiver 2008-2009, il s'engage dans le championnat GP2 Asia Series et remporte deux succès. Sa saison d'apprentissage dans le championnat principal est plus discrète mais il se révèle en 2010 avec quatre victoires en GP2 Series, dont un succès dans les rues de Monaco, et la deuxième place finale au championnat.

### 2011-2012: débuts en Formule 1 avec Sauber

#### 2011: première année en Formule 1

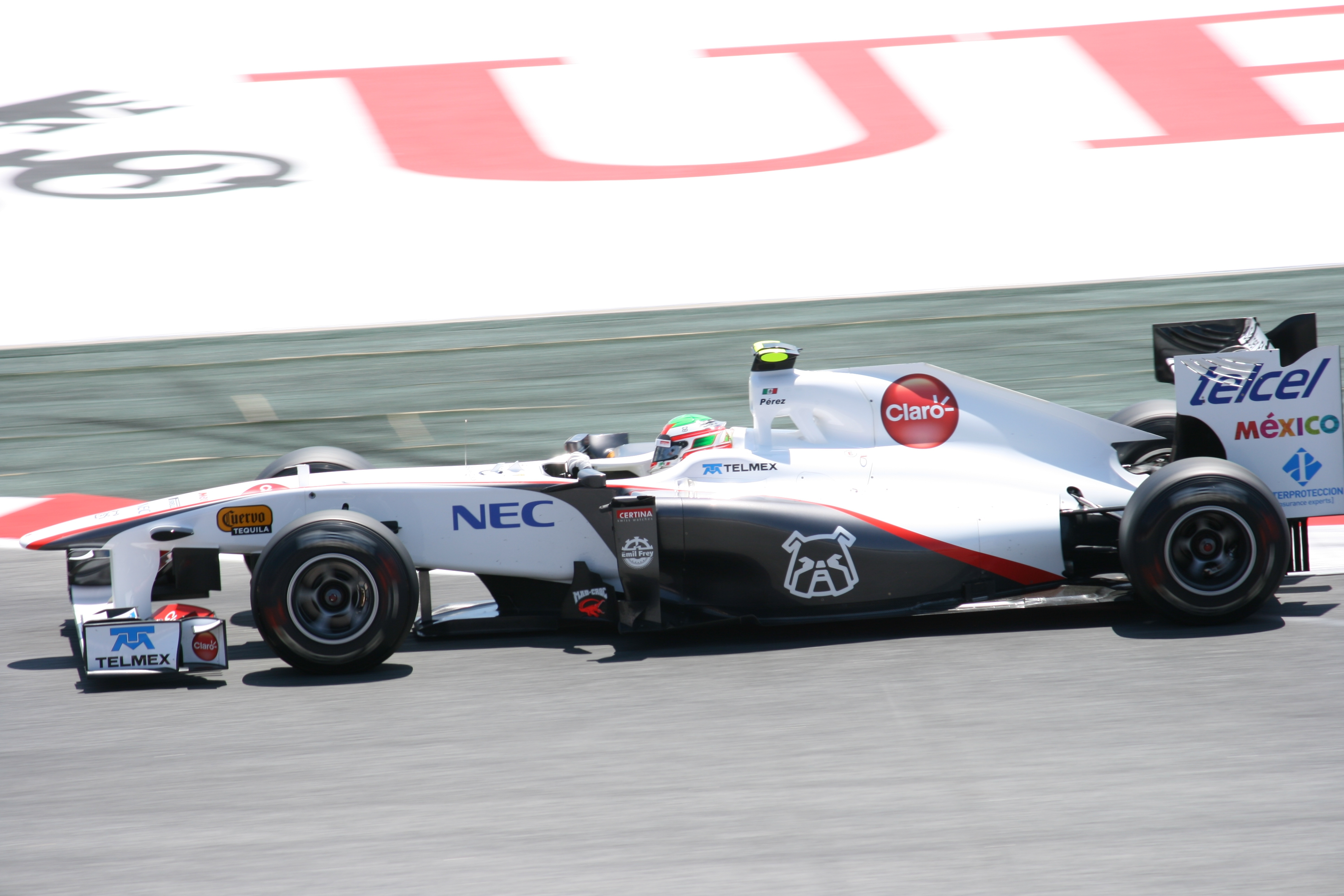
Sergio Pérez au Grand Prix d'Espagne 2011.

Au mois d'octobre 2010, l'écurie suisse Sauber officialise son engagement en Formule 1 pour 2011 aux côtés du Japonais Kamui Kobayashi. Ce recrutement s'accompagne de la venue de Telmex en tant que commanditaire. Pour sa première course en Formule 1, au Grand Prix d'Australie, le 27 mars 2011, il franchit le drapeau à damier à la septième place avant d'être disqualifié à la suite d'une non-conformité de son aileron arrière. Le 22 mai 2011, il inscrit ses premiers points à l'issue du Grand Prix d'Espagne qu'il termine à la neuvième place. Le 28 mai 2011, lors de la troisième partie des qualifications du Grand Prix de Monaco, il sort de la piste, heurte violemment le rail de sécurité et glisse à grande vitesse dans le muret en face du tunnel, à l'endroit où était sorti Karl Wendlinger en 1994. Évacué en ambulance, il souffre d'une commotion cérébrale et d'une entorse de la cuisse. Remplacé par Pedro de la Rosa lors du Grand Prix du Canada, Pérez fait son retour à Valence. Malgré sa régularité, il subit la baisse de performance de sa Sauber en cours de saison. Néanmoins, il entre à nouveau dans les points à quatre reprises en terminant septième à Silverstone, huitième au Japon et dixième à Singapour et en Inde. Il se classe seizième du championnat du monde des pilotes avec quatorze points inscrits. Il abandonne à trois reprises au cours de la saison, à chaque fois en raison de problèmes mécaniques.

#### 2012: premiers podiums

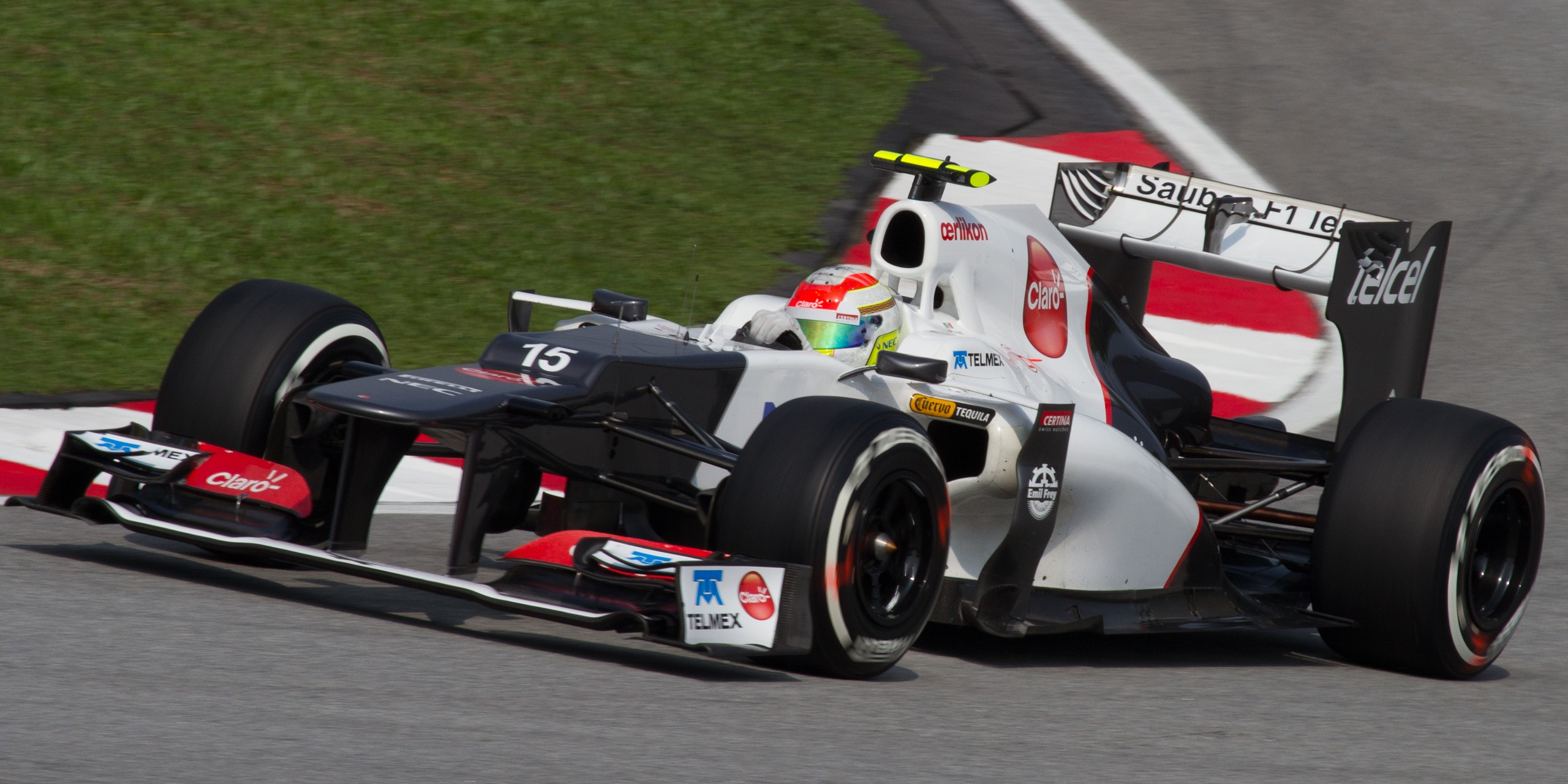
Sergio Pérez au Grand Prix de Malaisie 2012.

En 2012, il obtient  la huitième place lors de la manche inaugurale en Australie. Lors du Grand Prix de Malaisie, Sergio Pérez dispute la victoire à Fernando Alonso avec sa Sauber ; le Mexicain obtient la deuxième place et son premier podium en Formule 1. Il ne marque aucun point jusqu'au Grand Prix du Canada où il termine sur le podium, à la troisième place. Il termine ensuite neuvième du Grand Prix d'Europe à Valence. À Silverstone, il abandonne après un accrochage avec Pastor Maldonado. Deux semaines plus tard, il termine sixième en Allemagne et, après deux courses sans points, obtient son troisième podium de la saison en se classant deuxième derrière Lewis Hamilton au Grand Prix d'Italie. Il termine les six dernières courses hors des points et se classe dixième du championnat avec 66 points, battant son coéquipier Kamui Kobayashi, douzième avec 60 points.

### 2013: échec avec McLaren

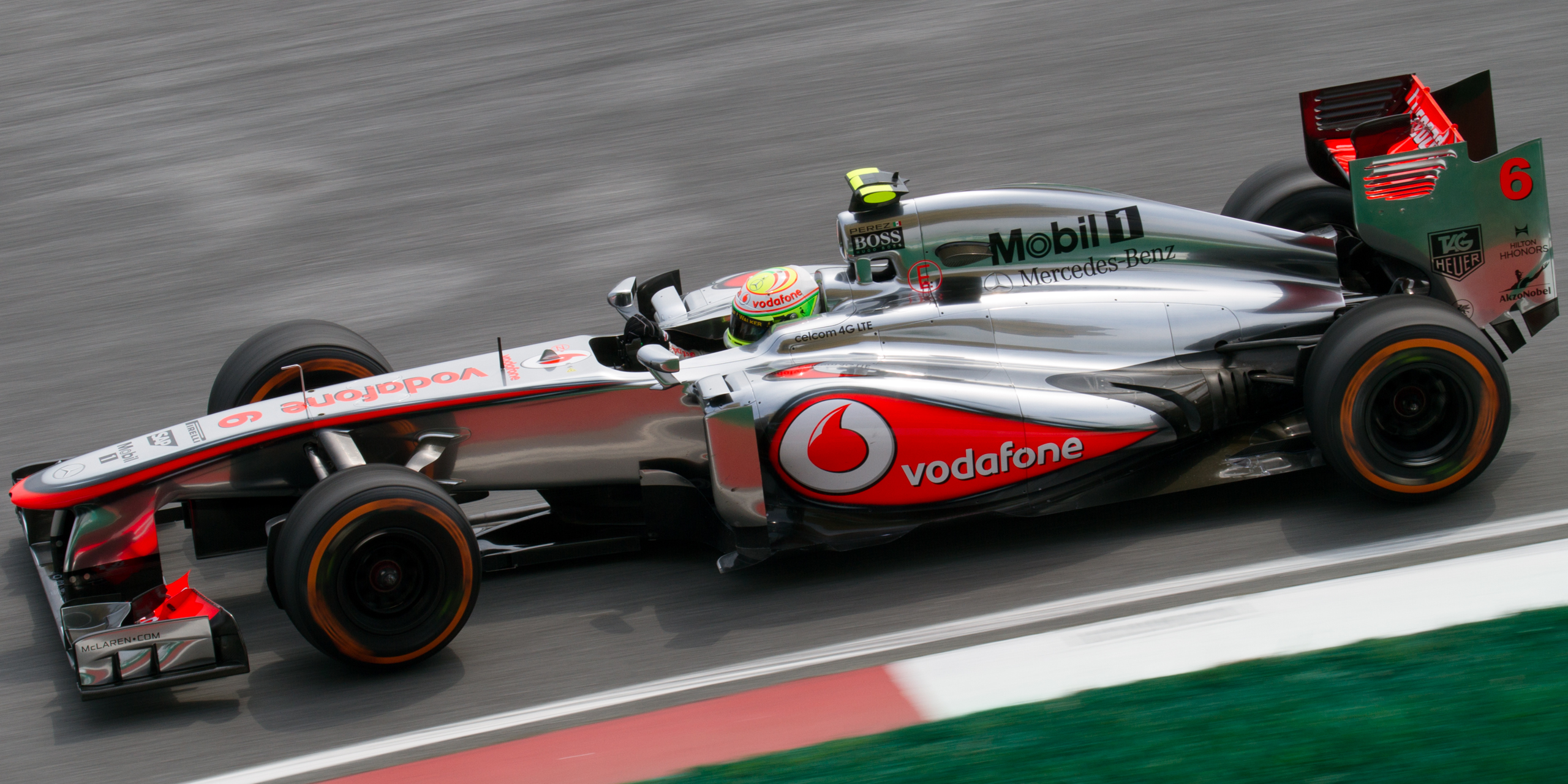
Sergio Pérez au Grand Prix de Malaisie 2013.

Le 28 septembre 2012, Sauber annonce se séparer à la fin de la saison de Sergio Pérez, en partance chez McLaren. Le Mexicain, jusqu'alors affilié à la Ferrari Driver Academy, voit par conséquent sa relation avec la Scuderia se terminer. Ce transfert a été grandement facilité par le milliardaire Carlos Slim et sa société de communication Telmex, qui doit devenir le sponsor titre de l'écurie de Woking, pour remplacer Vodafone. La saison s'avère plus compliquée que prévu car la MP4-28 est beaucoup moins performante que sa devancière et l'écurie incapable de se battre pour les victoires, ni même pour les podiums. Le meilleur résultat du Mexicain est une cinquième place, en Inde. Perez réalise également quelques erreurs, notamment à Monaco où il percute Kimi Räikkönen qui abandonne en déclarant après l'incident à la radio que Perez est « un idiot qu'il va le frapper dès qu'il le verra. » Pérez termine onzième du championnat du monde, avec 49 points, quand son coéquipier Jenson Button est à la neuvième avec 73 points. Le 13 novembre 2013, Sergio Pérez annonce qu'il ne pilotera pas pour McLaren en 2014, remplacé par Kevin Magnussen. L'annulation du Grand Prix du Mexique, qui devait faire son retour au calendrier en 2014, a précipité sa chute. Telmex, souhaitait en effet sponsoriser sa course nationale afin d'avoir une exposition mondiale. À la suite de cette annulation, Carlos Slim renonce à honorer le contrat qui aurait fait de Telmex le sponsor-titre de McLaren après le retrait de Vodafone. En conséquence, McLaren se sépare de Perez,,. 

### 2014-2018: cinq saisons chez Force India

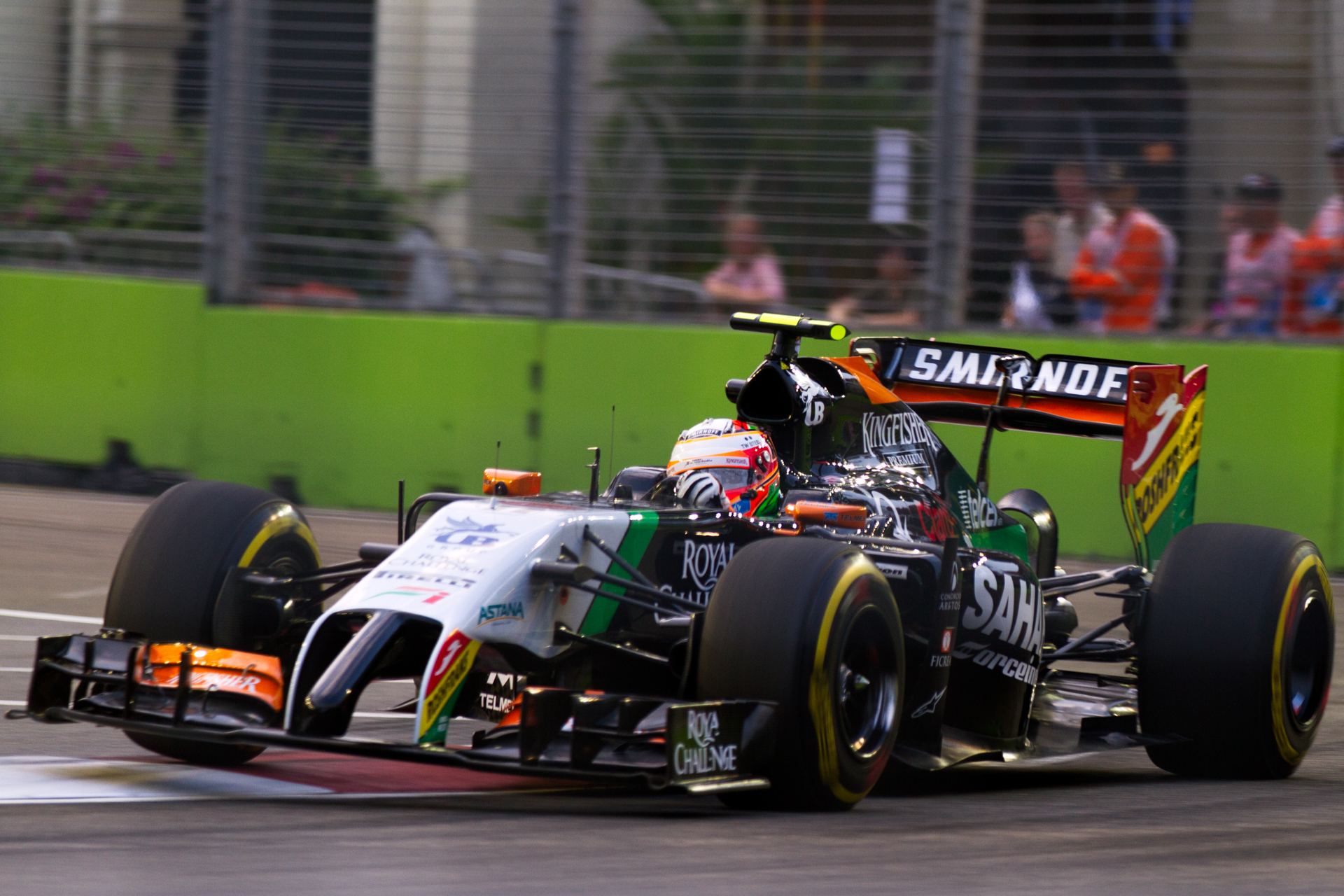
Sergio Perez en 2014 à Singapour.

Le 12 décembre 2013, Sergio Pérez devient titulaire chez Force India pour la saison 2014, aux côtés de l'Allemand Nico Hülkenberg, en provenance de Sauber. Lors du Grand Prix inaugural, en Australie, il inscrit son premier point pour l'écurie indienne en terminant dixième. Pérez ne prend pas le départ du Grand Prix de Malaisie à cause d'une boîte de vitesses bloquée. Il termine troisième de la course suivante, à Bahreïn, puis neuvième des deux Grands Prix suivants, en Chine et en Espagne. Pérez abandonne à Monaco, percuté dès le premier tour par son ancien coéquipier Jenson Button.
En juin, dans l'avant-dernier tour du Grand Prix du Canada, Sergio Pérez et Felipe Massa, alors cinquième, se percutent dans la zone de freinage du virage no 2 ce qui provoque un énorme accident et leur double abandon. Jugé coupable, Pérez est sanctionné d'une pénalité de cinq places sur la grille du Grand Prix d'Autriche pour conduite dangereuse. Parti onzième en Autriche, il termine sixième avec le record du tour. À Silverstonne, il échoue à la porte des points. Au Grand Prix d'Allemagne, à Hockenheim, il ramène le point de la dixième place. En Hongrie, il abandonne après avoir perdu le contrôle de sa voiture et percuté violemment le muret de la ligne droite des stands. Il termine huitième en Belgique, septième en Italie et à Singapour puis dixième à Suzuka et au premier Grand Prix de Russie de Formule 1. À Austin, au Grand Prix des États-Unis, il s'accroche avec Adrian Sutil dans le premier tour, provoquant leur double abandon. Quinzième et hors des points à Interlagos, il se classe septième du dernier Grand Prix de la saison, à Abou Dabi. Il termine sa première saison chez Force India à la dixième place du championnat du monde avec un total de 59 points tandis que son coéquipier termine neuvième avec 37 points de plus. Le 22 novembre 2014, Force India annonce la prolongation de son contrat pour "plusieurs années".

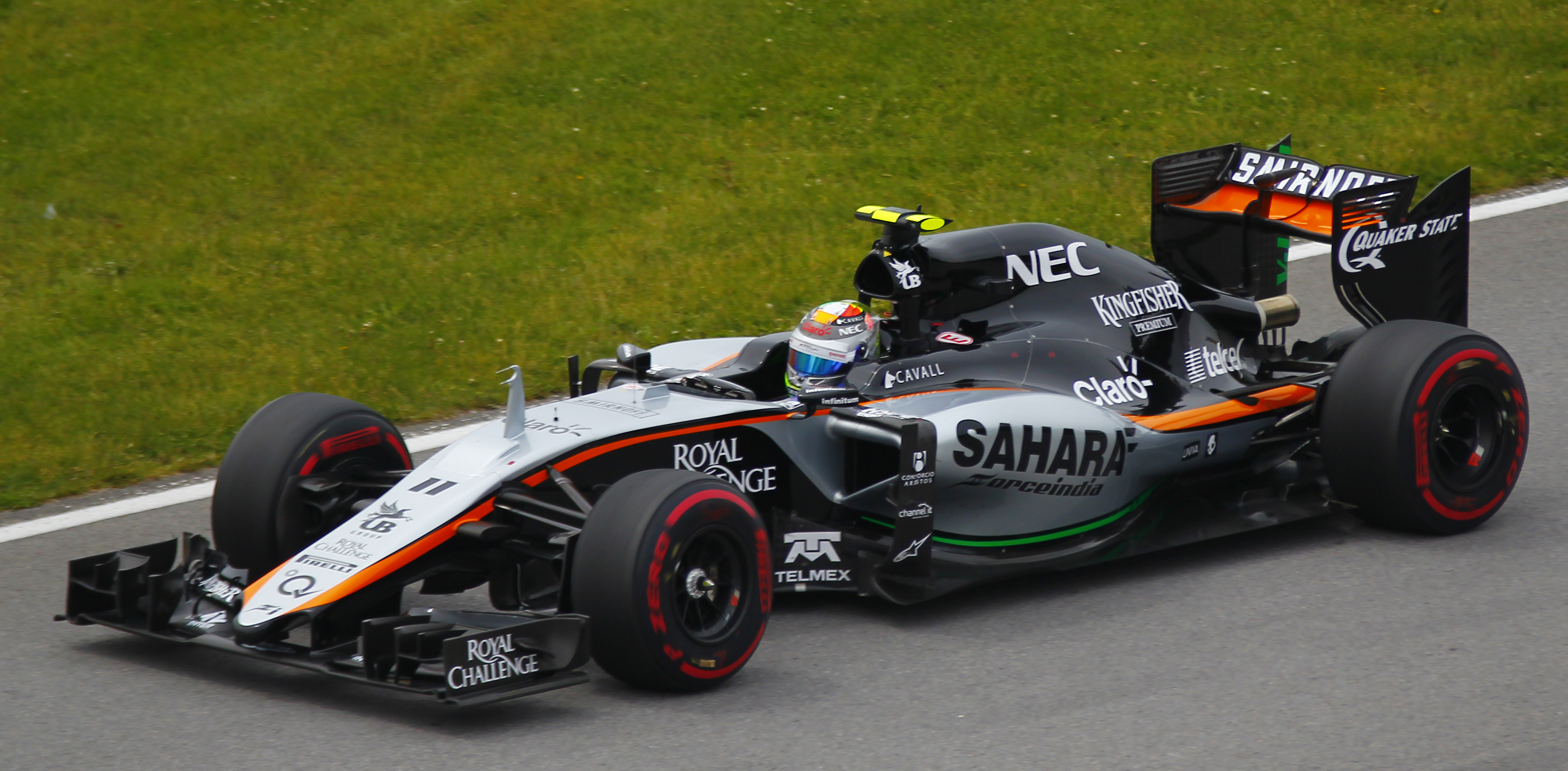
Sergio Pérez au Grand Prix du Canada 2015.

En 2015, pour sa deuxième saison avec l'écurie indienne, Pérez termine pour la deuxième fois consécutive à la dixième place du Grand Prix d'Australie. S'ensuivent deux courses compliquées en Malaisie et en Chine où il finit treizième et onzième. À Bahreïn, il se classe huitième alors qu'il partait onzième. En Espagne, les Force India s'avèrent décevantes : en effet, les deux monoplaces restent bloquées en Q3, Pérez échouant à la dix-huitième place. Il atteint la treizième place en course même si cette remontée ne suffit pas pour marquer des points. Lors du Grand Prix de Monaco, il atteint pour la première fois de la saison la Q3, réalisant le septième temps ; il conserve cette position en course et marque pour la première fois de sa carrière des points à Monaco. Au Canada, dixième des qualifications, il termine onzième. Pérez réalise ensuite une belle remontée en Autriche : parti seizième, il profite d'une bonne stratégie et de multiples abandons pour terminer neuvième. Il obtient une nouvelle neuvième place en Grande-Bretagne en partant onzième. Lors de la première séance d'essais libres du Grand Prix de Hongrie, la suspension arrière-droite de sa Force India VJM08B casse en plein virage après qu'il monte sur un vibreur ; la monoplace, glissant sur l'herbe, percute le mur puis bute sur sa roue arrachée qui le fait partir en tonneau. S'il s'en sort indemne, la séance est interrompue au drapeau rouge afin de nettoyer la piste. En course, il abandonne à cause d'une rupture de freins, pour ce qui reste son seul abandon de la saison. Pérez réalise ensuite deux bonnes courses en Belgique et Italie en se hissant en Q3, obtenant la cinquième place en Belgique et la huitième place en Italie ; en course, il finit cinquième puis septième. Parti treizième à Singapour, il remonte à la septième place. Cette bonne série se termine au Japon où il termine douzième. Cette contre-performance est suivie d'une excellente course en Russie où, parti septième, il monte sur son deuxième podium avec Force India en finissant à la troisième place. Il enchaîne aux États-Unis où il atteint la cinquième place alors qu'il partait sixième. Lors de son premier Grand Prix national, il marque les points de la huitième place. Il termine hors des points au Brésil puis finit la saison sur une cinquième place à Yas Marina, alors qu'il avait réalisé le quatrième temps des qualifications. Pérez termine neuvième du championnat du monde avec 78 points, son meilleur résultat depuis ses débuts. Le 23 septembre 2016, il est confirmé pour la saison 2016 où il fait à nouveau équipe avec Nico Hülkenberg.

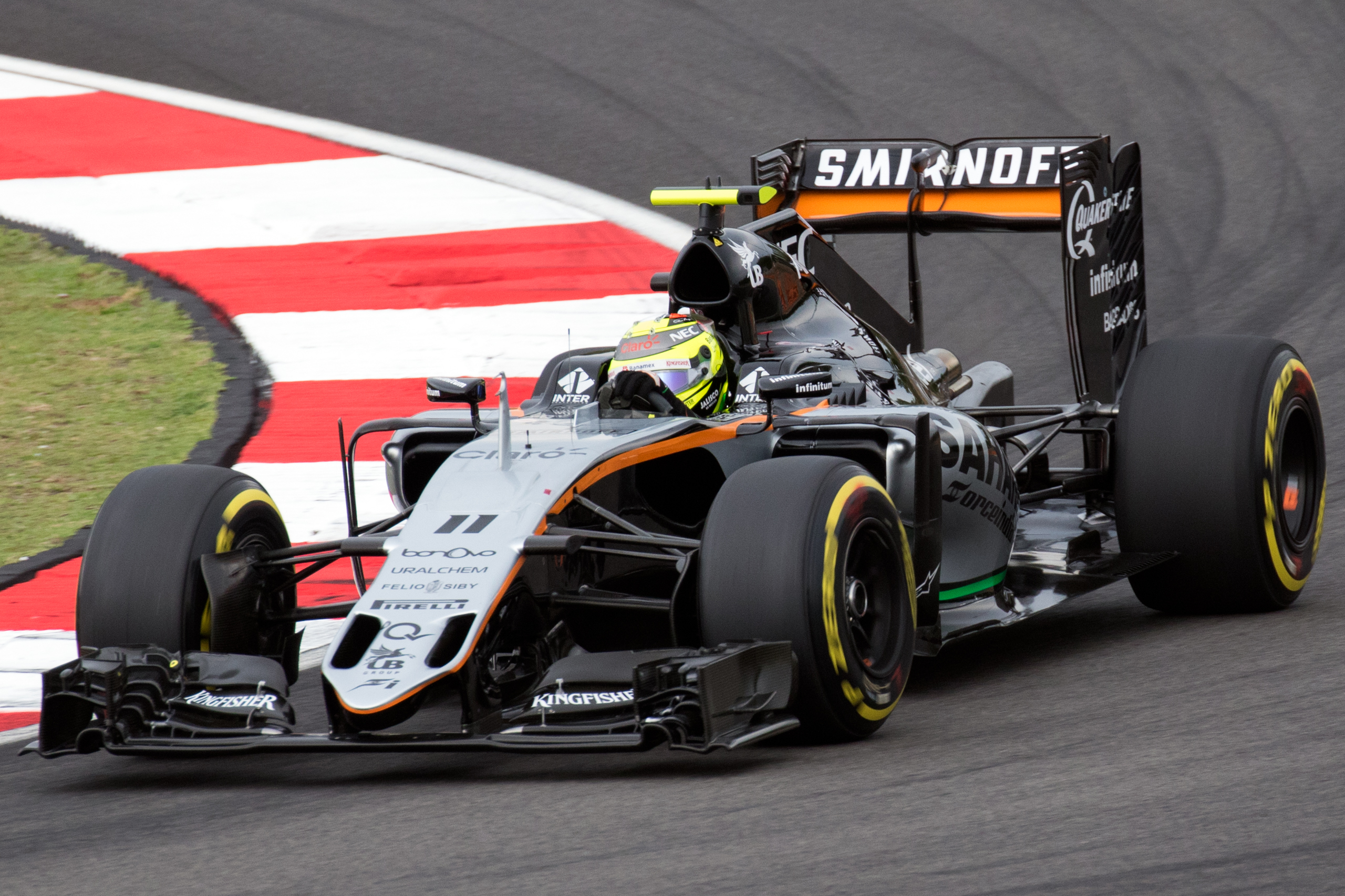
Sergio Pérez au volant de sa VJM09 lors de la Q1 en Malaisie 2016

En 2016, il connaît un début de saison difficile lors des trois premiers Grands Prix à cause d'une Force India VJM09 peu compétitive : en effet, en Australie, à Bahreïn et en Chine, le Mexicain n'inscrit aucun point, ce qui ne lui était plus arrivé depuis sa première saison, en 2011. Il marque lors du Grand Prix suivant, en Russie, en terminant neuvième. En Espagne, des améliorations lui permettent de se classer septième. Il monte sur la troisième marche du podium du Grand Prix de Monaco, dans des conditions humides et changeantes, alors qu'il avait réalisé le huitième temps des qualifications. Pérez enchaîne avec une dixième place au Canada, réalise son deuxième podium de la saison à Bakou, finissant troisième alors qu'il partait septième après un changement de boîte de vitesses. Lors du Grand Prix d'Autriche, seizième des qualifications, il se class dix-septième à la suite notamment d'une sortie de piste. En Grande-Bretagne, il termine sixième place alors qu'il partait onzième. Il se classe onzième et hors des points en Hongrie. Après le Grand Prix de Malaisie, il est confirmé pour la saison 2017. Sergio Pérez termine le championnat en septième position avec 101 points, améliorant son meilleur résultat.

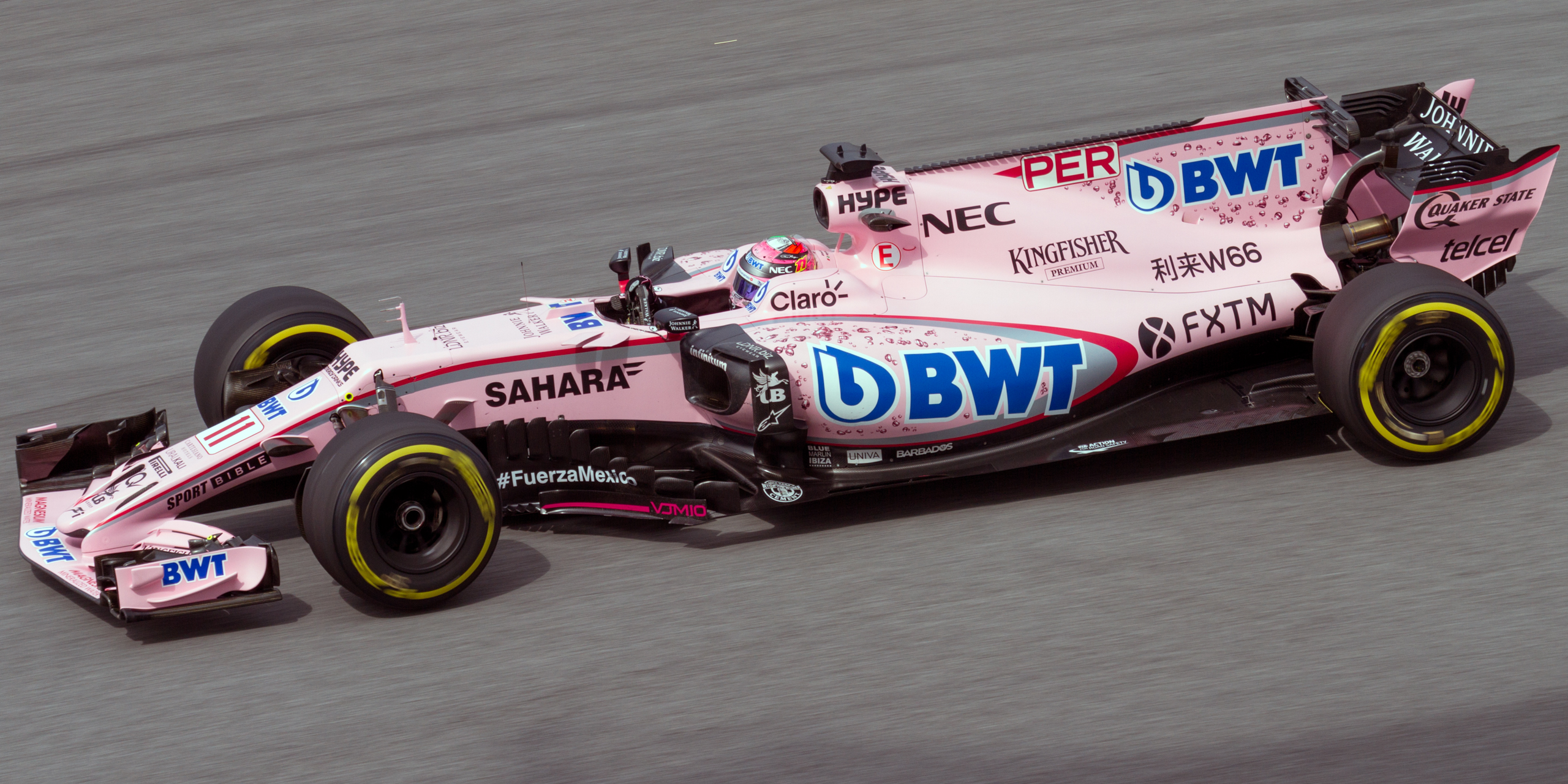
Sergio Pérez au volant de sa VJM10 lors de l'essai libre 2 en Malaisie 2017.

En 2017, Sergio Pérez a un nouveau coéquipier, Esteban Ocon, en provenance de Manor Racing. Le Mexicain est régulièrement dans les points, avec notamment la quatrième place en Espagne. Au Grand Prix d'Azerbaïdjan, il abandonne après un accrochage avec son coéquipier. Un nouvel accrochage avec Ocon se produit en Belgique, conduisant l'écurie à donner des consignes d'équipe jusqu'à la fin de la saison. Il termine tous les Grands Prix restants dans les points et se classe septième du championnat, comme l'année précédente, avec 100 points. Quelques heures avant la course à Singapour, il est confirmé pour une cinquième saison consécutive avec l'équipe indienne.

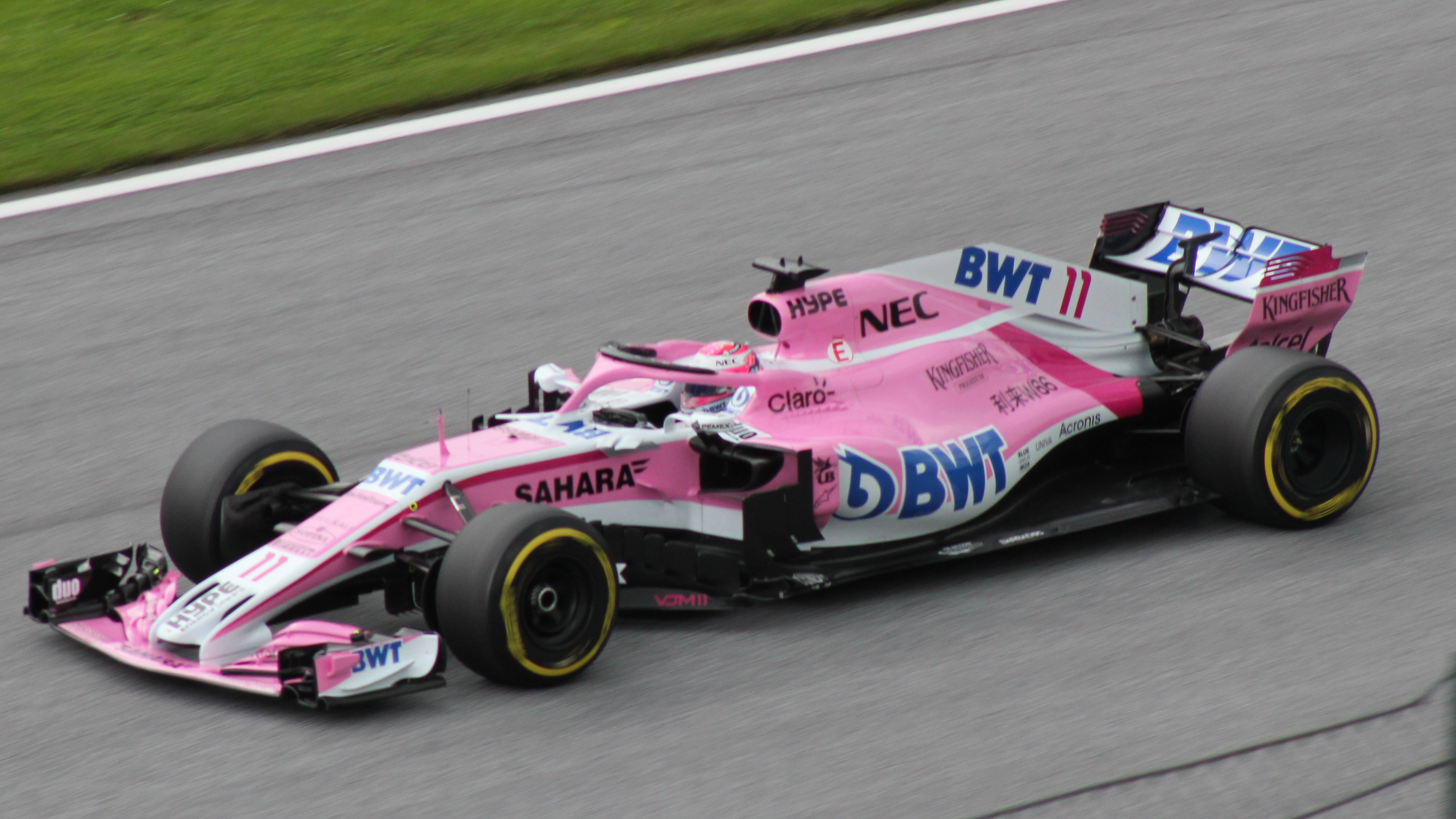
Sergio Pérez, au volant de sa Force India VJM11, lors du Grand Prix d'Autriche 2018

En 2018, il commence la saison avec difficulté à cause d'une monoplace peu compétitive mais, à Bakou, il termine troisième. Il n'abandonne que deux fois, en France (panne hydraulique) et pour sa course nationale au Mexique, sur une rupture de freins. Régulièrement dans les points, il se classe huitième du championnat du monde et contribue avec son équipier Esteban Ocon à la septième place de Racing Point Force India au championnat des constructeurs.

### 2019-2020: première victoire en Formule 1 avec Racing Point

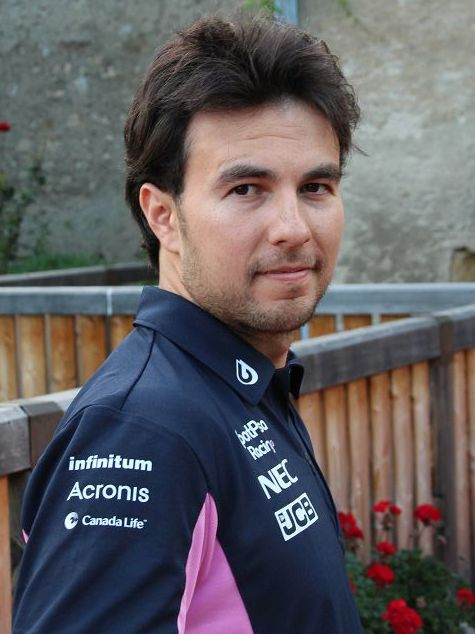
Sergio Pérez en 2019.

Alors que la saison 2019 n'est pas notable en termes de résultats, la suivante est celle de tous les succès. S'il manque, en août, les deux courses disputées à Silverstone pour avoir été testé positif au Covid-19, il marque des points dans presque toutes les courses auxquelles il participe au volant de la RP20.
Ses résultats vont crescendo : quatrième en Russie puis sur le Nürburgring, il termine deuxième du Grand Prix de Turquie et roule vers le podium à Bahreïn quand son moteur explose à trois tours de l'arrivée. Une semaine plus tard, le 6 décembre 2020, sur le tracé externe du circuit bahreïnien, il remporte la première victoire de sa carrière après avoir été accroché par Charles Leclerc au premier tour, et être remonté de la dix-huitième place, offrant un premier succès à son écurie. Il lui a fallu 190 départs pour connaître les joies de la victoire, ce qui constitue un nouveau record. Ce succès fait de lui le second Mexicain vainqueur d'un Grand Prix de Formule 1, cinquante ans après Pedro Rodríguez de la Vega au Grand Prix de Belgique 1970.
Dès le 9 septembre 2020, Sergio Pérez avait annoncé qu'il ne piloterait plus pour Racing Point en 2021. Le 18 décembre, Red Bull Racing l'engage pour remplacer Alexander Albon aux côtés de Max Verstappen. L'écurie n'avait plus engagé un pilote en dehors de sa firme depuis Mark Webber.

### 2021: transfert chez Red Bull

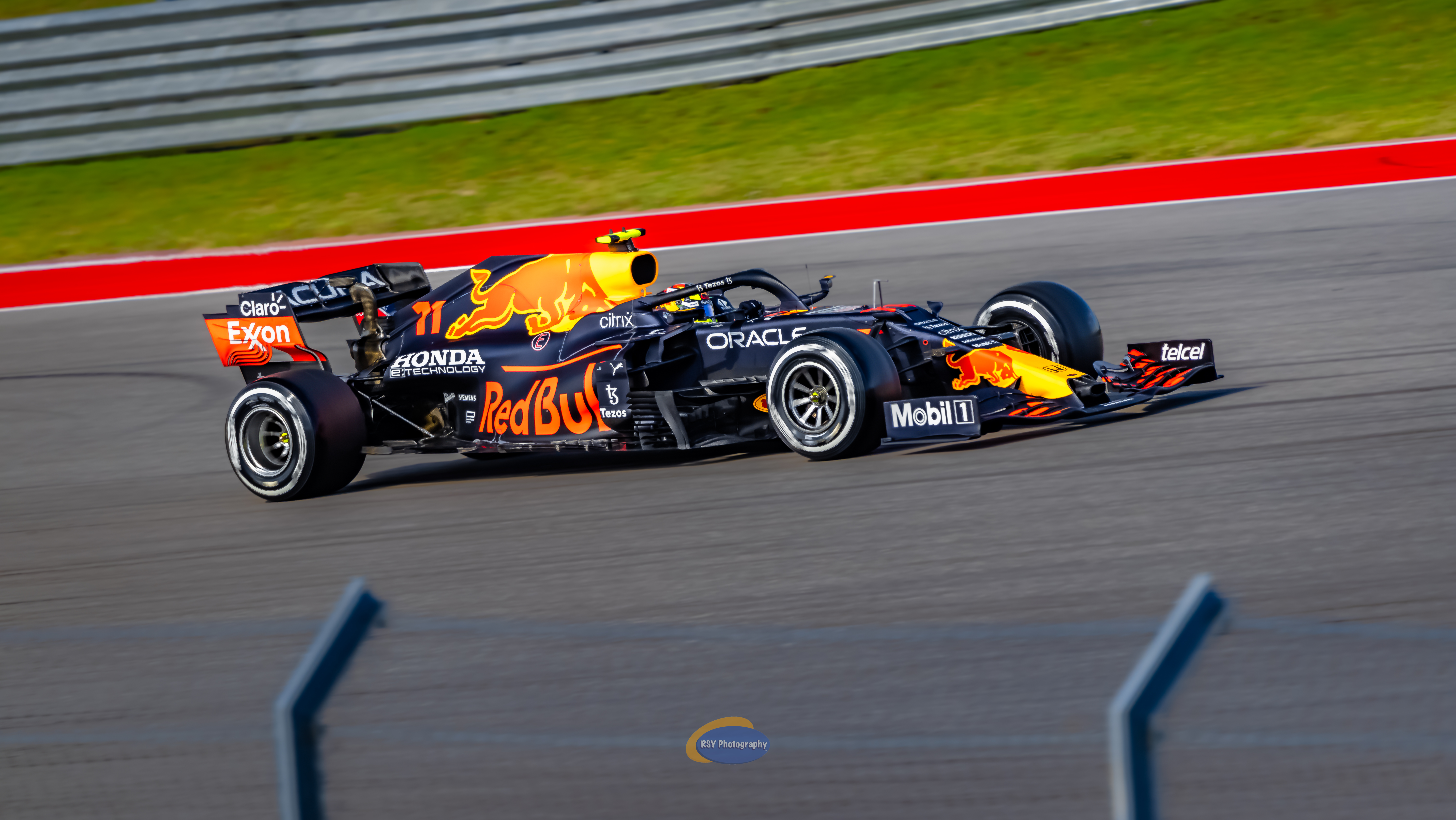
Sergio Pérez au Grand Prix des États-Unis 2021.

Lors du premier Grand Prix de la saison, à Bahreïn, contraint de s'élancer de la voie des stands après que son moteur a coupé dans le tour de formation, il remonte jusqu'à la cinquième place finale et est élu « pilote du jour ». Lors de la course suivante, à Imola, auteur du deuxième temps des qualifications, il s'élance de la première ligne pour la première fois de sa carrière, aux côtés de Lewis Hamilton. Il termine onzième après un mauvais départ et plusieurs erreurs sur une piste détrempée et chute au huitième rang du championnat.
Il obtient la deuxième victoire de sa carrière le 6 juin au Grand Prix d'Azerbaïdjan ; il est deuxième derrière son coéquipier Max Verstappen quand celui-ci est victime de l'explosion de son pneu arrière gauche à cinq tours de l'arrivée. Après un drapeau rouge, le Mexicain repart en tête à la relance devant Lewis Hamilton et obtient son premier succès avec Red Bull Racing devant Sebastian Vettel et Pierre Gasly. Il monte ensuite sur son douzième podium lors du Grand Prix de France. Lors des Grand Prix de Turquie, des États-Unis et de Mexico, Sérgio Pérez obtient trois troisièmes places. Sur l'Autódromo Hermanos Rodríguez le 7 novembre, il est le premier Mexicain à mener son Grand Prix national et à y finir parmi les trois premiers, fêté par 130 000 spectateurs. Lors de la manche finale à Abou Dabi, il aide son coéquipier dans sa quête vers le titre en sacrifiant son tour qualificatif en Q3 pour offrir l'aspiration à Max Verstappen qui réalise la pole position. Troisième sous voiture de sécurité dans les cinq derniers tours de la course, il abandonne sur problème moteur et se classe quatrième du championnat du monde.

### 2022: première pole position avec Red Bull
Sergio Perez commence la saison à Bahreïn par un abandon en fin de course alors qu'il roule en troisième position, sur le même problème d'alimentation qui a affecté Max Verstappen un peu plus tôt. Jamais plus loin que quatrième par la suite, il réalise deux doublés derrière son coéquipier, à Imola puis à Barcelone lors d'un Grand Prix d'Espagne où il s'efface deux fois sur consigne du stand pour laisser passer Verstappen et lui offrir la victoire. Le 29 mai, parti du troisième rang sur la grille, il entre dans le club des vainqueurs du Grand Prix de Monaco. L'épreuve monégasque, où il est à chaque fois plus rapide que son équipier lors des essais, commence avec du retard sur piste détrempée. Les options stratégiques gagnantes de l'équipe Red Bull concernant le timing des arrêts au stand, lui permettent de prendre la tête après 22 tours et de la conserver jusqu'au bout. Au lendemain de la troisième victoire de sa carrière, il est prolongé jusqu'en 2024 par son écurie. Il s'impose ensuite sur un autre circuit urbain, à Singapour où il prend la tête dès le départ pour ne plus la quitter.

### 2023: vice-champion du monde
Lors du Grand Prix inaugural, il termine à la deuxième place derrière son coéquipier. À Djeddah, au Grand Prix d'Arabie saoudite, sur le circuit où il a obtenu sa première pole position, Sergio Pérez réalise la seconde pole position de sa carrière, qu'il convertit en victoire, devant son coéquipier, Max Verstappen. À Bakou, deux ans après sa première victoire avec Red Bull, Pérez confirme sa maîtrise des circuits urbains : qualifié deuxième de la course sprint derrière Leclerc, il le dépasse rapidement et remporte l'épreuve. Le lendemain, troisième sur la grille de départ du Grand Prix, il double à nouveau Leclerc puis profite de la sortie de la voiture de sécurité pour s'installer en tête de la course et remporter le Grand Prix devant son coéquipier. À Miami, il tire profit d'un drapeau rouge provoqué par l'accident de Charles Leclerc pour obtenir la troisième pole position de sa carrière qu'il convertit en seconde place en course. À Monza, il obtient son meilleur résultat sur ce circuit en se classant second derrière son coéquipier, ce qui permet à Red Bull d'obtenir un nouveau doublé. Troisième à Las Vegas, il devient vice-champion du monde derrière son coéquipier, une première pour Red Bull Racing.

### 2024: dernière saison avec Red Bull
Sergio Pérez obtient quatre podiums lors des huit premiers Grands Prix, dont trois deuxièmes places derrière son coéquipier Max Verstappen. Il se retrouve en difficulté dès Imola où, éliminé en Q2, il se classe huitième, puis à Monaco où il part dix-huitième et termine sa course après quelques hectomètres dans un accrochage avec Kevin Magnussen. Il rétrograde à la cinquième place du championnat pilotes. Pourtant, avant la neuvième manche du championnat à Montréal, Red Bull annonce sa prolongation pour deux années supplémentaires. Au Canada, il s'élance seizième et abandonne sur une erreur de pilotage en fin de course ; de plus, il est pénalisé d'un recul de cinq places pour l'épreuve espagnole. 
Sur le reste de la saison, Pérez se montre très en retrait par rapport à son coéquipier, avec comme meilleur résultat une sixième place à Zandvoort. Alors que Verstappen est sacré champion à Las Vegas, à deux Grands Prix du terme, Sergio Pérez termine huitième du championnat avec 152 points. Le 18 décembre 2024, il annonce quitter Red Bull.

## Carrière avant la Formule 1
- 2004 : Skip Barber National Championship, 11e
- 2005 : Formule BMW ADAC, 14e
- 2006 : Formule BMW ADAC, 6e
- 2007 : Championnat de Grande-Bretagne de Formule 3 national class, champion (14 victoires)
- 2008 : Championnat de Grande-Bretagne de Formule 3, 4e (4 victoires)
- 2009 : GP2 Asia Series, 7e (2 victoires) - GP2, 12e
- 2010 : GP2 Series, vice-champion (4 victoires, 60 points)

## Résultats en championnat du monde de Formule 1
| Saison | Écurie                                                      | Châssis                              | Moteur                                      | Pneus   | GP disputés | Pole positions | Victoires | Podiums | Meilleurs tours | Dans les points | Abandons | Points inscrits | Classement |
| ------ | ----------------------------------------------------------- | ------------------------------------ | ------------------------------------------- | ------- | ----------- | -------------- | --------- | ------- | --------------- | --------------- | -------- | --------------- | ---------- |
| 2011   | Sauber F1 Team                                              | Sauber C30                           | Ferrari V8                                  | Pirelli | 17          | 0              | 0         | 0       | 0               | 5               | 3        | 14              | 16e        |
| 2012   | Sauber F1 Team                                              | Sauber C31                           | Ferrari V8                                  | Pirelli | 20          | 0              | 0         | 3       | 1               | 7               | 6        | 66              | 10e        |
| 2013   | Vodafone McLaren Mercedes                                   | McLaren MP4-28                       | Mercedes V8                                 | Pirelli | 19          | 0              | 0         | 0       | 1               | 11              | 2        | 49              | 11e        |
| 2014   | Sahara Force India F1 Team                                  | Force India VJM07                    | Mercedes V6 turbo hybride                   | Pirelli | 18          | 0              | 0         | 1       | 1               | 12              | 4        | 59              | 10e        |
| 2015   | Sahara Force India F1 Team                                  | Force India VJM08 Force India VJM08B | Mercedes V6 turbo hybride                   | Pirelli | 19          | 0              | 0         | 1       | 0               | 12              | 1        | 78              | 9e         |
| 2016   | Sahara Force India F1 Team                                  | Force India VJM09                    | Mercedes V6 turbo hybride                   | Pirelli | 21          | 0              | 0         | 2       | 0               | 16              | 1        | 101             | 7e         |
| 2017   | Sahara Force India F1 Team                                  | Force India VJM10                    | Mercedes V6 turbo hybride                   | Pirelli | 20          | 0              | 0         | 0       | 1               | 17              | 2        | 100             | 7e         |
| 2018   | Sahara Force India F1 Team Racing Point Force India F1 Team | Force India VJM11                    | Mercedes V6 turbo hybride                   | Pirelli | 21          | 0              | 0         | 1       | 0               | 12              | 2        | 62              | 8e         |
| 2019   | Racing Point F1 Team                                        | Racing Point RP19                    | BWT Mercedes V6 turbo hybride               | Pirelli | 21          | 0              | 0         | 0       | 0               | 11              | 2        | 52              | 10e        |
| 2020   | BWT Racing Point F1 Team                                    | Racing Point RP20                    | BWT Mercedes V6 turbo hybride               | Pirelli | 15          | 0              | 1         | 2       | 0               | 13              | 2        | 125             | 4e         |
| 2021   | Red Bull Racing Honda                                       | Red Bull RB16B                       | Honda V6 Turbo hybride                      | Pirelli | 22          | 0              | 1         | 5       | 2               | 16              | 3        | 190             | 4e         |
| 2022   | Oracle Red Bull Racing                                      | Red Bull RB18                        | Red Bull Powertrains V6 turbo hybride       | Pirelli | 22          | 1              | 2         | 11      | 3               | 19              | 3        | 305             | 3e         |
| 2023   | Oracle Red Bull Racing                                      | Red Bull RB19                        | Red Bull Powertrains-Honda V6 turbo hybride | Pirelli | 22          | 2              | 2         | 9       | 2               | 19              | 2        | 285             | 2e         |
| 2024   | Oracle Red Bull Racing                                      | Red Bull RB20                        | Red Bull Powertrains-Honda V6 turbo hybride | Pirelli | 23          | 0              | 0         | 4       | 1               | 16              | 3        | 152             | 8e         |
|        | Total                                                       |                                      |                                             |         | 280         | 3              | 6         | 39      | 12              | 183             | 37       | 1638            |            |

| Saison        | Écurie                                                      | Châssis           | Moteur                                               | Pneus | 1        | 2        | 3       | 4         | 5         | 6         | 7         | 8        | 9        | 10       | 11       | 12       | 13       | 14      | 15       | 16       | 17       | 18      | 19       | 20       | 21       | 22       | 23       | 24       | Classement | Points inscrits |
| ------------- | ----------------------------------------------------------- | ----------------- | ---------------------------------------------------- | ----- | -------- | -------- | ------- | --------- | --------- | --------- | --------- | -------- | -------- | -------- | -------- | -------- | -------- | ------- | -------- | -------- | -------- | ------- | -------- | -------- | -------- | -------- | -------- | -------- | ---------- | --------------- |
| 2011          | Sauber F1 Team                                              | Sauber C30        | Ferrari V8 056                                       | P     | AUS Dsq. | MAL Abd. | CHN 17e | TUR 14e   | ESP 9e    | MON Forf. | CAN Forf. | EUR 11e  | GBR 7e   | ALL 11e  | HON 15e  | BEL Abd. | ITA Abd. | SIN 10e | JPN 8e   | COR 16e  | IND 10e  | ABU 11e | BRE 13e  |          |          |          |          |          | 16e        | 14              |
| 2012          | Sauber F1 Team                                              | Sauber C31        | Ferrari V8 056                                       | P     | AUS 8e   | MAL 2e   | CHI 11e | BAH 11e   | ESP Abd.  | MON 11e   | CAN 3e    | EUR 9e   | GBR Abd. | ALL 6e   | HON 14e  | BEL Abd. | ITA 2e   | SIN 10e | JPN Abd. | COR 11e  | IND Abd. | ABU 15e | USA 11e  | BRE Abd. |          |          |          |          | 10e        | 66              |
| 2013          | Vodafone McLaren Mercedes                                   | McLaren MP4-28    | Mercedes V8 FO 108Z                                  | P     | AUS 11e  | MAL 9e   | CHI 11e | BAH 6e    | ESP 9e    | MON 16e*  | CAN 11e   | GBR 20e* | ALL 8e   | HON 9e   | BEL 11e  | ITA 12e  | SIN 8e   | COR 10e | JPN 15e  | IND 5e   | ABU 9e   | USA 7e  | BRE 6e   |          |          |          |          |          | 11e        | 49              |
| 2014          | Sahara Force India F1 Team                                  | Force India VJM07 | Mercedes V6 turbo hybride PU106A                     | P     | AUS 10e  | MAL Np.  | BHR 3e  | CHI 9e    | ESP 9e    | MON Abd.  | CAN 11e*  | AUT 6e   | GBR 11e  | ALL 10e  | HON Abd. | BEL 8e   | ITA 7e   | SIN 7e  | JPN 10e  | RUS 10e  | USA Abd. | BRE 15e | ABU 7e   |          |          |          |          |          | 10e        | 59              |
| 2015          | Sahara Force India F1 Team                                  | Force India VJM08 | Mercedes V6 turbo hybride PU106B                     | P     | AUS 10e  | MAL 13e  | CHI 11e | BHR 8e    | ESP 13e   | MON 7e    | CAN 11e   | AUT 9e   | GBR 9e   | HON Abd. | BEL 5e   | ITA 6e   | SIN 7e   | JPN 12e | RUS 3e   | USA 5e   | MEX 8e   | BRE 12e | ABU 5e   |          |          |          |          |          | 9e         | 78              |
| 2016          | Sahara Force India F1 Team                                  | Force India VJM09 | Mercedes V6 turbo hybride PU106C                     | P     | AUS 13e  | BHR 16e  | CHN 11e | RUS 9e    | ESP 7e    | MON 3e    | CAN 10e   | EUR 3e   | AUT 17e* | GBR 6e   | HON 11e  | ALL 10e  | BEL 5e   | ITA 8e  | SIN 8e   | MAL 6e   | JPN 7e   | USA 8e  | MEX 10e  | BRE 4e   | ABU 8e   |          |          |          | 7e         | 101             |
| 2017          | Sahara Force India F1 Team                                  | Force India VJM10 | Mercedes V6 turbo hybride M08 EQ Power+              | P     | AUS 7e   | CHN 9e   | BHR 7e  | RUS 6e    | ESP 4e    | MON 13e   | CAN 5e    | AZE Abd. | AUT 7e   | GBR 9e   | HON 8e   | BEL 17e* | ITA 9e   | SIN 5e  | MAL 6e   | JPN 7e   | USA 8e   | MEX 7e  | BRE 9e   | ABU 7e   |          |          |          |          | 7e         | 100             |
| 2018          | Sahara Force India F1 Team Racing Point Force India F1 Team | Force India VJM11 | Mercedes V6 turbo hybride M09 EQ Power+              | P     | AUS 11e  | BAH 15e  | CHI 12e | AZE 3e    | ESP 9e    | MON 12e   | CAN 14e   | FRA Abd. | AUT 7e   | GBR 10e  | ALL 7e   | HON 14e  | BEL 5e   | ITA 7e  | SIN 16e  | RUS 10e  | JAP 7e   | USA 8e  | MEX Abd. | BRÉ 10e  | ABU 8e   |          |          |          | 8e         | 62              |
| 2019          | Racing Point F1 Team                                        | Racing Point RP19 | BWT Mercedes V6 turbo hybride M10 EQ Power+          | P     | AUS 13e  | BAH 10e  | CHN 8e  | AZE 6e    | ESP 15e   | MON 12e   | CAN 12e   | FRA 12e  | AUT 11e  | GBR 17e  | ALL Abd. | HON 11e  | BEL 6e   | ITA 7e  | SIN Abd. | RUS 7e   | JPN 8e   | MEX 7e  | USA 10e  | BRE 9e   | ABU 7e   |          |          |          | 10e        | 52              |
| 2020          | BWT Racing Point F1 Team                                    | Racing Point RP20 | BWT Mercedes V6 turbo hybride M11 EQ Power+          | P     | AUT 6e   | STY 6e   | HON 7e  | GBR Forf. | 70e Forf. | ESP 5e    | BEL 10e   | ITA 10e  | TOS 5e   | RUS 4e   | EIF 4e   | POR 7e   | E-R 6e   | TUR 2e  | BAH 18e* | SAK 1er  | ABU Abd. |         |          |          |          |          |          |          | 4e         | 125             |
| 2021          | Red Bull Racing Honda                                       | Red Bull RB16B    | Honda V6 turbo hybride RA621H                        | P     | BAH 5e   | E-R 11e  | POR 4e  | ESP 5e    | MON 4e    | AZE 1er   | FRA 3e    | STY 4e   | AUT 6e   | GBR 16e  | HON Abd. | BEL 19e  | P-B 8e   | ITA 5e  | RUS 7e   | TUR 3e   | USA 3e   | MEX 3e  | BRE 4e   | QAT 4e   | ARA Abd. | ABU 15e* |          |          | 4e         | 190             |
| 2022          | Oracle Red Bull Racing                                      | Red Bull RB18     | Red Bull Powertrains V6 turbo hybride RBPTH001       | P     | BAH 18e* | SAU 4e   | AUS 2e  | EMI 2e    | MIA 4e    | ESP 2e    | MON 1er   | AZE 2e   | CAN Abd. | GBR 2e   | AUT Abd. | FRA 4e   | HON 5e   | BEL 2e  | P-B 5e   | ITA 6e   | SIN 1er  | JAP 2e  | USA 4e   | MEX 3e   | SAO 7e   | ABU 3e   |          |          | 3e         | 305             |
| 2023          | Oracle Red Bull Racing                                      | Red Bull RB19     | Red Bull Powertrains-Honda V6 turbo hybride RBPTH001 | P     | BAH 2e   | SAU 1er  | AUS 5e  | AZE 1er   | MIA 2e    | MON 16e   | ESP 4e    | CAN 5e   | AUT 3e   | GBR 6e   | HON 3e   | BEL 2e   | P-B 4e   | ITA 2e  | SIN 8e   | JAP Abd. | QAT 10e  | USA 4e  | MEX Abd. | BRE 4e   | LVE 3e   | ABU 4e   |          |          | 2e         | 285             |
| 2024          | Oracle Red Bull Racing                                      | Red Bull RB20     | Honda RBPT V6 turbo hybride RBPTH002                 | P     | BAH 2e   | SAU 2e   | AUS 5e  | JAP 2e    | CHN 3e    | MIA 4e    | EMI 8e    | MON Abd. | CAN Abd. | ESP 8e   | AUT 7e   | GBR 17e  | HON 7e   | BEL 7e  | P-B 6e   | ITA 8e   | AZE 17e* | SIN 10e | USA 7e   | MEX 17e  | SAO 11e  | LVE 10e  | QAT Abd. | ABU Abd. | 8e         | 152             |
| Légende : ici |                                                             |                   |                                                      |       |          |          |         |           |           |           |           |          |          |          |          |          |          |         |          |          |          |         |          |          |          |          |          |          |            |                 |

## Victoires en championnat du monde de Formule 1
| # | Année | Manche | Date            | Grand Prix      | Circuit    | Position de départ | Écurie                    | Voiture |
| - | ----- | ------ | --------------- | --------------- | ---------- | ------------------ | ------------------------- | ------- |
| 1 | 2020  | 16/17  | 6 décembre 2020 | Sakhir          | Sakhir     | 5e                 | Racing Point-BWT Mercedes | RP20    |
| 2 | 2021  | 6/22   | 6 juin 2021     | Azerbaïdjan     | Bakou      | 6e                 | Red Bull-Honda            | RB16B   |
| 3 | 2022  | 7/22   | 29 mai 2022     | Monaco          | Monaco     | 3e                 | Red Bull                  | RB18    |
| 4 | 2022  | 17/22  | 2 octobre 2022  | Singapour       | Marina Bay | 2e                 | Red Bull                  | RB18    |
| 5 | 2023  | 2/23   | 19 mars 2023    | Arabie saoudite | Djeddah    | Pole position      | Red Bull-Honda RBPT       | RB19    |
| 6 | 2023  | 4/23   | 30 avril 2023   | Azerbaïdjan     | Bakou      | 3e                 | Red Bull-Honda RBPT       | RB19    |